# Innere Alchemie
Innere Alchemie ist ein Sammelbegriff für unterschiedliche Traditionen und Praktiken, die sich zum Ziel gesetzt haben, das Lebenselixier im Körper zu „entwickeln“ und körperliche Substanzen zu „veredeln“. Die derzeit bekannteste Tradition ist das chinesische Neidan; ähnliche Traditionen finden sich aber auch bei den inneren Alchemisten des Westens sowie im arabisch-persischen Raum.
Die europäische Tradition der Alchemie sah die innere Alchemie, entsprechend dem hermetischen Grundsatz wie innen, so außen, als Teil des alchemistischen Werkes an. Der Alchemist identifizierte sich mit der Prima materia und vollzog im Geiste dieselben Prozesse, welchen er die Substanzen in der äußeren Alchemie unterwarf.
Auch das stille Qigong versteht sich über weite Strecken als innere Alchemie.